# Eugene Fodor (écrivain)
Pour les articles homonymes, voir Eugene Fodor et Fodor.
Eugene Fodor est un écrivain d'origine hongroise qui a créé en 1949 à Paris les célèbres guides de voyage Fodor's.

## Biographie
Eugene Fodor est né le 14 octobre 1905 en Slovaquie, à Leva, une ville alors hongroise, à l'époque de l'Empire austro-hongrois, devenue tchécoslovaque après la Première Guerre mondiale puis slovaque.
Ensuite émigré en France, il a été étudiant à Grenoble et à la Sorbonne et y a fait des études d'économie politique, puis s'installe à Londres dans les années 1930, où il travaille pour une compagnie maritime et finalement s'établit dès la fin des années 1930 aux États-Unis, où il sera naturalisé en 1942. Engagé dans l'armée américaine pendant la Seconde Guerre mondiale, il travaille dans les services secrets, ce qui ne sera révélé que des décennies plus tard,.
Après la Seconde Guerre mondiale il épouse une tchécoslovaque, Vlasta Zobel, en 1948. Il a ensuite créé en 1949 à Paris, mettant à profit son don des langues et son goût du voyage, le guide de voyage Fodor's, à une époque où les autres guides sont réputés ennuyeux. Le sien est publié dès le début des années 1950, avec son nom, et deviendra aussi réputé que les guides Michelin ou ceux Karl Baedeker, qui avait révolutionné le monde du guide de voyage par le format « de poche » au siècle précédent.
Celui de 1949 décrit vingt-cinq pays européens et s'adresse d'abord aux touristes britanniques « désireux de découvrir les peuples et les coutumes européens en dépensant l'argent juste nécessaire » puis touche d'autres publics. Il est publié dès 1950 par la maison David McKay Publications. Les suivants ajoutent l'Angleterre et l'Irlande à la liste. Ses guides se sont ensuite vendus en multiples traductions dans le monde entier, à deux cents millions d'exemplaires par an.
Eugene Fodor s'installe à nouveau aux États-Unis en 1964, dans le Connecticut. Il y est mort le 19 février 1991, âgé de 85 ans.